# Giro d'Itàlia de 2024, Etapa 12-Etapa 21
El Giro d'Itàlia de 2024 fou la 107a edició del Giro d'Itàlia, la primera de les tres Grans Voltes. El Giro tingué inici a Venaria Reale el 4 de maig. La dotzena etapa, recorreguda el 16 de maig, començà a Martinsicuro i acabà a Fano. El final de Giro tingué lloc a Roma el 26 de maig.

## Llegenda
| Llegenda                            | Llegenda                            | Llegenda                              | Llegenda                                 |
| ----------------------------------- | ----------------------------------- | ------------------------------------- | ---------------------------------------- |
| Líder de la classificació general   | Líder de la classificació general   | Líder de la classificació de muntanya | Líder de la classificació de la muntanya |
| Líder de la classificació per punts | Líder de la classificació per punts | Líder de la classificació dels joves  | Líder de la classificació dels joves     |
|                                     | Líder de la classificació Intergiro |                                       | Guanyador del Premi de la combativitat   |

## Etapa 12
16 de maig de 2024 – Martinsicuro fins a Fano, 193,0 km.
La dotzena etapa presentà els primers 50 quilòmetres plans i durant la resta hi hagué quatre ports categoritzats. Durant la zona plana hi hagué diversos atacs i es crearen diversos grups escapats, entre ells Julian Alaphilippe (Soudal Quick–Step), Mirco Maestri (Team Polti Kometa), Juan Pedro López (Lidl–Trek) i Nario Quintana (Movistar Team). En la primera ascensió, Alaphilippe atacà i s'emportà a quatre altres ciclistes amb ell; més endavant, s'uniren al grup capdavanter. Ara un grup de 10 ciclistes, Alaphilippe i Maestri pogueren crear un avantatge sobre els altres escapats i es posaren líders. Al gran grup, no hi hagué més moviment i el duo escapat arribà a estar a sis minuts d'ells, deixant clar que aquesta etapa seria guanyada per un ciclista escapat, i així fou: Alaphilippe, a 11,5 quilòmetres de l'arribada accelerà i s'escapà de Maestri, arribant a tenir 40 segons d'avantatge. El francès creuà la línia d'arribada en solitari i mig minut abans que Maestri, el segon classificat.
| Pos. | Corredor                 | Equip                     | Temps      |
| ---- | ------------------------ | ------------------------- | ---------- |
| 1    | Julian Alaphilippe (FRA) | Soudal Quick–Step         | 4h 07' 44" |
| 2    | Jhonatan Narváez (ECU)   | Ineos Grenadiers          | + 31"      |
| 3    | Quinten Hermans (BEL)    | Alpecin–Deceuninck        | + 32"      |
| 4    | Michael Valgren (DEN)    | EF Education–EasyPost     | + 43"      |
| 5    | Cristian Scaroni (ITA)   | Astana Qazaqstan Team     | + 43"      |
| 6    | Matteo Trentin (ITA)     | Tudor Pro Cycling Team    | + 1' 30"   |
| 7    | Simon Clarke (AUS)       | Israel–Premier Tech       | + 1' 30"   |
| 8    | Gijs Leemreize (NED)     | Team DSM–Firmenich PostNL | + 1' 30"   |
| 9    | Mirco Maestri (ITA)      | Team Polti Kometa         | + 1' 30"   |
| 10   | Benjamin Thomas (FRA)    | Cofidis                   | + 1' 30"   |

| Pos. | Corredor                     | Equip                      | Temps       |
| ---- | ---------------------------- | -------------------------- | ----------- |
| 1    | Tadej Pogačar (SLO)          | UAE Team Emirates          | 45h 22' 35" |
| 2    | Daniel Felipe Martínez (COL) | Bora–Hansgrohe             | + 2' 40"    |
| 3    | Geraint Thomas (GBR)         | Ineos Grenadiers           | + 2' 56"    |
| 4    | Ben O'Connor (AUS)           | Decathlon–AG2R La Mondiale | + 3' 39"    |
| 5    | Antonio Tiberi (ITA)         | Bahrain Victorious         | + 4' 27"    |
| 6    | Romain Bardet (FRA)          | Team DSM–Firmenich PostNL  | + 4' 57"    |
| 7    | Lorenzo Fortunato (ITA)      | Astana Qazaqstan Team      | + 5' 19"    |
| 8    | Filippo Zana (ITA)           | Team Jayco AlUla           | + 5' 23"    |
| 9    | Einer Rubio (COL)            | Movistar Team              | + 5' 28"    |
| 10   | Thymen Arensman (NED)        | Ineos Grenadiers           | + 5' 52"    |

## Etapa 13
17 de maig de 2024 – Riccione fins a Cento, 179,0 km.
La tretzena etapa del Giro fou plana i veié una escapada molt matinera, que fou impulsada per tres italians, Andrea Pietrobon (Team Polti Kometa) i el duo del VF Group–Bardiani CSF–Faizané format per Manuele Tarozzi i Alessandro Tonelli i que amb pocs quilòmetres s'aconseguiren separar més de tres minuts del gran grup. El gran grup deixà que l'escapada es separés, però a uns 60 quilòmetres de l'arribada, els equips dels favorits per guanyar l'etapa es posaren a treballar i poc després, l'escapada fou neutralitzada pel gran grup. A 30 quilòmetres d'acabar, Dries De Pooter (Intermarché–Wanty) i Martin Marcellusi (VF Group–Bardiani CSF–Faizané) s'escaparen, però en els últims 10 quilòmetres, foren atrapats. A l'esprint final, el Lidl–Trek catapultà a Jonathan Milan cap a la seva tercer victòria al Giro 2024.
| Pos. | Corredor                    | Equip                   | Temps      |
| ---- | --------------------------- | ----------------------- | ---------- |
| 1    | Jonathan Milan (ITA)        | Lidl–Trek               | 4h 02' 03" |
| 2    | Stanisław Aniołkowski (POL) | Cofidis                 | + 0"       |
| 3    | Phil Bauhaus (GER)          | Bahrain Victorious      | + 0"       |
| 4    | Tim van Dijke (NED)         | Team Visma–Lease a Bike | + 0"       |
| 5    | Hugo Hofstetter (FRA)       | Israel–Premier Tech     | + 0"       |
| 6    | Fernando Gaviria (COL)      | Movistar Team           | + 0"       |
| 7    | Sebastián Molano (COL)      | UAE Team Emirates       | + 0"       |
| 8    | Laurence Pithie (NZL)       | Groupama–FDJ            | + 0"       |
| 9    | Giovanni Lonardi (ITA)      | Team Polti Kometa       | + 0"       |
| 10   | Alberto Dainese (ITA)       | Tudor Pro Cycling Team  | + 0"       |

| Pos. | Corredor                     | Equip                      | Temps       |
| ---- | ---------------------------- | -------------------------- | ----------- |
| 1    | Tadej Pogačar (SLO)          | UAE Team Emirates          | 49h 24' 38" |
| 2    | Daniel Felipe Martínez (COL) | Bora–Hansgrohe             | + 2' 40"    |
| 3    | Geraint Thomas (GBR)         | Ineos Grenadiers           | + 2' 56"    |
| 4    | Ben O'Connor (AUS)           | Decathlon–AG2R La Mondiale | + 3' 39"    |
| 5    | Antonio Tiberi (ITA)         | Bahrain Victorious         | + 4' 27"    |
| 6    | Romain Bardet (FRA)          | Team DSM–Firmenich PostNL  | + 4' 57"    |
| 7    | Lorenzo Fortunato (ITA)      | Astana Qazaqstan Team      | + 5' 19"    |
| 8    | Filippo Zana (ITA)           | Team Jayco AlUla           | + 5' 23"    |
| 9    | Einer Rubio (COL)            | Movistar Team              | + 5' 28"    |
| 10   | Thymen Arensman (NED)        | Ineos Grenadiers           | + 5' 52"    |

## Etapa 14
18 de maig de 2024 – Castiglione delle Stiviere fins a Desenzano del Garda, 31,2 km.
En la segona contrarellotge individual del Giro, a diferència de la primera, fou plana i sense ascensions. El gran favorit per guanyar l'etapa fou l'italià Filippo Ganna (Ineos Grenadiers). L'italià aconseguí els millors temps en el primer i segon parcial i també fou el més ràpid en travessar la línia d'arribada. A mesura que més ciclistes arribaven a la meta, més a prop Ganna estava de la victòria. En una etapa on guanyar temps era possible, els tres primers classificats, Tadej Pogačar (UAE Team Emirates), Daniel Felipe Martínez (Bora–Hansgrohe) i Geraint Thomas (Ineos Grenadiers), sortiren últims. Thomas feu el quart millor temps als dos parcials, mentre que Martínez perdé temps respecte el gal·lès. Pogačar, qui sortí últim, en el primer parcial marcà millor temps que l'italià, però en el següent ja hi passà 10 segons més tard. A l'arribada, l'eslovè fou l'únic que pogué travessar la meta a menys d'un minut de diferència de Ganna, concretament a 29 segons. Així doncs, Ganna fou el vencedor final, guanyant així la seva novena victòria a un Giro.
A la classificació general, Pogačar continuà com a líder i Thomas pujà altre cop a la segona posició i Martínez baixà a la tercera. En les altres classificacions no hi hagué grans canvis i, en la d'equips, l'Ineos Grenadiers pujà a la primera posició.
| Pos. | Corredor              | Equip                      | Temps    |
| ---- | --------------------- | -------------------------- | -------- |
| 1    | Filippo Ganna (ITA)   | Ineos Grenadiers           | 35' 02"  |
| 2    | Tadej Pogačar (SLO)   | UAE Team Emirates          | + 29"    |
| 3    | Thymen Arensman (NED) | Ineos Grenadiers           | + 1' 07" |
| 4    | Geraint Thomas (GBR)  | Ineos Grenadiers           | + 1' 14" |
| 5    | Luke Plapp (AUS)      | Team Jayco AlUla           | + 1' 18" |
| 6    | Antonio Tiberi (ITA)  | Bahrain Victorious         | + 1' 19" |
| 7    | Ben O'Connor (AUS)    | Decathlon–AG2R La Mondiale | + 1' 25" |
| 8    | Tobias Foss (NOR)     | Ineos Grenadiers           | + 1' 26" |
| 9    | Mikkel Bjerg (DEN)    | UAE Team Emirates          | + 1' 28" |
| 10   | Edoardo Affini (ITA)  | Team Visma–Lease a Bike    | + 1' 30" |

| Pos. | Corredor                     | Equip                      | Temps       |
| ---- | ---------------------------- | -------------------------- | ----------- |
| 1    | Tadej Pogačar (SLO)          | UAE Team Emirates          | 50h 00' 09" |
| 2    | Geraint Thomas (GBR)         | Ineos Grenadiers           | + 3' 41"    |
| 3    | Daniel Felipe Martínez (COL) | Bora–Hansgrohe             | + 3' 56"    |
| 4    | Ben O'Connor (AUS)           | Decathlon–AG2R La Mondiale | + 4' 35"    |
| 5    | Antonio Tiberi (ITA)         | Bahrain Victorious         | + 5' 17"    |
| 6    | Thymen Arensman (NED)        | Ineos Grenadiers           | + 6' 30"    |
| 7    | Filippo Zana (ITA)           | Team Jayco AlUla           | + 7' 26"    |
| 8    | Romain Bardet (FRA)          | Team DSM–Firmenich PostNL  | + 7' 52"    |
| 9    | Lorenzo Fortunato (ITA)      | Astana Qazaqstan Team      | + 8' 40"    |
| 10   | Alex Baudin (FRA)            | Decathlon–AG2R La Mondiale | + 8' 56"    |

## Etapa 15
19 de maig de 2024 – Manerba del Garda fins a Livigno (Mottolino), 222,0 km.
L'etapa reina del Giro, amb 222 quilòmetres, fou la més llarga i tingué un recorregut amb tres ports de primera categoria, un de segona i un de tercera. Amb pocs quilòmetres recorreguts, es creà una escapada de 12 corredors, entre ells Davide Ballerini i Simone Velasco de l'Astana Qazaqstan Team, Lilian Calmejane (Intermarché–Wanty), Caleb Ewan (Team Jayco AlUla) i Laurence Pithie (Groupama–FDJ). En la primera ascensió del dia, de tercera categoria, al gran grup, Simon Geschke (Cofidis) intentà escapar-se i, amb altres companys, es creà una altra escapada. Al segon port, es creà una escapada de sis ciclistes, qui arribaren a estar a sis minuts del gran grup. En el primer port de primera categoria, Cristian Scaroni (Astana Qazaqstan Team) fou el primer en coronar-lo. Durant el descens, els diferents escapats s'ajuntaren i, tres minuts i mig enrere, es creà un grup amb els favorits. A 5 quilòmetres de coronar el penúltim port, Tadej Pogačar (UAE Team Emirates) atacà i no fou seguit per cap dels seus oponents. Nairo Quintana (Movistar Team) era líder, amb 40 segona d'avantatge, i Pogačar, per darrera, anà sobrepassant a tots els escapats. A 2 quilòmetres de l'arribada, l'eslovè sobrepassà al colombià i acabà sent el vencedor de l'etapa reina.
A la classificació general, Tadej Pogačar augmentà la diferència entre ell i el segona classificat, Geraint Thomas (Ineos Grenadiers), fins als gairebé 7 minuts.
| Pos. | Corredor                     | Equip                      | Temps      |
| ---- | ---------------------------- | -------------------------- | ---------- |
| 1    | Tadej Pogačar (SLO)          | UAE Team Emirates          | 6h 11' 43" |
| 2    | Nairo Quintana (COL)         | Movistar Team              | + 29"      |
| 3    | Georg Steinhauser (GER)      | EF Education–EasyPost      | + 2' 32"   |
| 4    | Romain Bardet (FRA)          | Team DSM–Firmenich PostNL  | + 2' 47"   |
| 5    | Daniel Felipe Martínez (COL) | Bora–Hansgrohe             | + 2' 50"   |
| 6    | Geraint Thomas (GBR)         | Ineos Grenadiers           | + 2' 50"   |
| 7    | Einer Rubio (COL)            | Movistar Team              | + 2' 58"   |
| 8    | Ben O'Connor (AUS)           | Decathlon–AG2R La Mondiale | + 2' 58"   |
| 9    | Thymen Arensman (NED)        | Ineos Grenadiers           | + 3' 05"   |
| 10   | Jan Hirt (CZE)               | Soudal Quick–Step          | + 3' 20"   |

| Pos. | Corredor                     | Equip                      | Temps       |
| ---- | ---------------------------- | -------------------------- | ----------- |
| 1    | Tadej Pogačar (SLO)          | UAE Team Emirates          | 56h 11' 42" |
| 2    | Geraint Thomas (GBR)         | Ineos Grenadiers           | + 6' 41"    |
| 3    | Daniel Felipe Martínez (COL) | Bora–Hansgrohe             | + 6' 56"    |
| 4    | Ben O'Connor (AUS)           | Decathlon–AG2R La Mondiale | + 7' 43"    |
| 5    | Antonio Tiberi (ITA)         | Bahrain Victorious         | + 9' 26"    |
| 6    | Thymen Arensman (NED)        | Ineos Grenadiers           | + 9' 45"    |
| 7    | Romain Bardet (FRA)          | Team DSM–Firmenich PostNL  | + 10' 49"   |
| 8    | Filippo Zana (ITA)           | Team Jayco AlUla           | + 11' 11"   |
| 9    | Einer Rubio (COL)            | Movistar Team              | + 12' 13"   |
| 10   | Jan Hirt (CZE)               | Soudal Quick–Step          | + 13' 11"   |

## Dia de descans 2
20 de maig de 2024 – Livigno

## Etapa 16
21 de maig de 2024 – Livigno Laas fins a Santa Cristina Gherdëina, 118,4 km.
Originalment, l'etapa era de 202 quilòmetres, però abans de l'inici, l'etapa fiu escurçada fins als 118,7 quilòmetres, doncs els primers 80 quilòmetres no es varen recórrer a causa de les condicions meteorològiques extremes.
En una etapa amb dos ports categoritzats en els últims 20 quilòmetres, els atacs es veieren des del principi, però no fou fins després de recórrer 30 quilòmetres que Julian Alaphilippe (Soudal Quick–Step), Davide Ballerini (Astana Qazaqstan Team), Andrea Piccolo (EF Education–EasyPost) i Mirco Maestri (Team Polti Kometa) aconseguiren escapar-se i separar-se del gran grup. En el primer port, de categoria 1, Alaphilippe marxà sol i coronà primer el port. Durant l'última ascensió, el francès fou atrapat per Ewen Costiou (Arkéa–B&B Hotels), Giulio Pellizzari (VF Group–Bardiani CSF–Faizané) i Cristian Scaroni (Astana Qazaqstan Team). Pellizzari fou el més fort i pogué separar-se dels altres dos ciclistes. Al darrere, el líder de la general Tadej Pogačar (UAE Team Emirates) atacà i anà sobrepassant a tots els escapats, coronant el port de segona categoria en primer lloc i creuant la línia d'arribada setze segons abans que el jove Pellizzari, el segon classificat.
| Pos. | Corredor                     | Equip                         | Temps      |
| ---- | ---------------------------- | ----------------------------- | ---------- |
| 1    | Tadej Pogačar (SLO)          | UAE Team Emirates             | 2h 49' 37" |
| 2    | Giulio Pellizzari (ITA)      | VF Group-Bardiani CSF-Faizané | + 16"      |
| 3    | Daniel Felipe Martínez (COL) | Bora–Hansgrohe                | + 16"      |
| 4    | Christian Scaroni (ITA)      | Astana Qazaqstan Team         | + 31"      |
| 5    | Antonio Tiberi (ITA)         | Bahrain Victorious            | + 33"      |
| 6    | Thymen Arensman (NED)        | Ineos Grenadiers              | + 38"      |
| 7    | Damiano Caruso (ITA)         | Bahrain Victorious            | + 39"      |
| 8    | Michael Storer (AUS)         | Tudor Pro Cycling Team        | + 42"      |
| 9    | Ewen Costiou (FRA)           | Arkéa–B&B Hotels              | + 42"      |
| 10   | Valentin Paret-Peintre (FRA) | Decathlon–AG2R La Mondiale    | + 45"      |

| Pos. | Corredor                     | Equip                      | Temps       |
| ---- | ---------------------------- | -------------------------- | ----------- |
| 1    | Tadej Pogačar (SLO)          | UAE Team Emirates          | 59h 01' 09" |
| 2    | Daniel Felipe Martínez (COL) | Bora–Hansgrohe             | + 7' 18"    |
| 3    | Geraint Thomas (GBR)         | Ineos Grenadiers           | + 7' 40"    |
| 4    | Ben O'Connor (AUS)           | Decathlon–AG2R La Mondiale | + 8' 42"    |
| 5    | Antonio Tiberi (ITA)         | Bahrain Victorious         | + 10' 09"   |
| 6    | Thymen Arensman (NED)        | Ineos Grenadiers           | + 10' 33"   |
| 7    | Romain Bardet (FRA)          | Team DSM–Firmenich PostNL  | + 12' 18"   |
| 8    | Filippo Zana (ITA)           | Team Jayco AlUla           | + 12' 43"   |
| 9    | Einer Rubio (COL)            | Movistar Team              | + 13' 09"   |
| 10   | Jan Hirt (CZE)               | Soudal Quick–Step          | + 14' 07"   |

## Etapa 17
22 de maig de 2024 – Selva di Val Gardena fins a Brocon Pass, 159,0 km.
La dissetena etapa, també tocada per la pluja, inicià en amb una ascensió al coll de Sella i un desnivell de més de 600 metres. No fou fins després de coronar aquest primer port que una escapada amb Julian Alaphilippe (Soudal Quick–Step), Amanuel Ghebreigzabhier (Lidl–Trek), Giulio Pellizzari (VF Group–Bardiani CSF–Faizané) i Nairo Quintana (Movistar Team), mentre que al darrere, només quedaren un grup de vint ciclistes com a gran grup. Més endavant, es creà un altre grup escapat amb deu ciclistes, entre ells Romain Bardet (Team DSM–Firmenich PostNL), Damiano Caruso (Bahrain Victorious), Georg Steinhauser (EF Education–EasyPost), Michael Storer (Tudor Pro Cycling Team) i Attila Valter (Team Visma–Lease a Bike), i el gran grup augmentà fins als 40 ciclistes. Durant la primera ascensió al Brocon Pass, port de segona categoria, Steinhauser pogué separar-se de Ghebreigzabhier, posant-se així líder de l'etapa, i a l'inici de la segona ascensió al Brocon, aquesta vegada de primera categoria, l'alemany guanyà un avantatge de 40 segons sobre l'eritreu. En aquesta segona ascensió, al gran grup, hi hagué intents d'acostar-se al capdavanter però no hi hagué massa èxit. Daniel Felipe Martínez (Bora–Hansgrohe) accelerà i fou seguit per Tadej Pogačar (UAE Team Emirates), Lorenzo Fortunato (Astana Qazaqstan Team), Geraint Thomas (Ineos Grenadiers) i Antonio Tiberi (Bahrain Victorious), entre d'altres, i, poc després, l'eslovè accelerà i es distancià del grup de favorits. Al capdavant, Steinhauser creuà la línia d'arribada en primer lloc, sent així la seva primera victòria professional, i darrera seu, hi arribaren Pogačar (a 1' 24") i Tiberi (a 1' 42").
| Pos. | Corredor                     | Equip                     | Temps      |
| ---- | ---------------------------- | ------------------------- | ---------- |
| 1    | Georg Steinhauser (GER)      | EF Education–EasyPost     | 4h 28' 51" |
| 2    | Tadej Pogačar (SLO)          | UAE Team Emirates         | + 1' 24"   |
| 3    | Antonio Tiberi (ITA)         | Bahrain Victorious        | + 1' 42"   |
| 4    | Geraint Thomas (GBR)         | Ineos Grenadiers          | + 1' 42"   |
| 5    | Daniel Felipe Martínez (COL) | Bora–Hansgrohe            | + 1' 42"   |
| 6    | Einer Rubio (COL)            | Movistar Team             | + 1' 42"   |
| 7    | Romain Bardet (FRA)          | Team DSM–Firmenich PostNL | + 1' 42"   |
| 8    | Thymen Arensman (NED)        | Ineos Grenadiers          | + 1' 55"   |
| 9    | Jan Hirt (CZE)               | Soudal Quick–Step         | +1 '55"    |
| 10   | Rafał Majka (POL)            | UAE Team Emirates         | +1 '55"    |

| Pos. | Corredor                     | Equip                      | Temps      |
| ---- | ---------------------------- | -------------------------- | ---------- |
| 1    | Tadej Pogačar (SLO)          | UAE Team Emirates          | 63h 11' 18 |
| 2    | Daniel Felipe Martínez (COL) | Bora–Hansgrohe             | + 7' 42"   |
| 3    | Geraint Thomas (GBR)         | Ineos Grenadiers           | + 8' 04"   |
| 4    | Ben O'Connor (AUS)           | Decathlon–AG2R La Mondiale | + 9' 47"   |
| 5    | Antonio Tiberi (ITA)         | Bahrain Victorious         | + 10' 29"  |
| 6    | Thymen Arensman (NED)        | Ineos Grenadiers           | + 11' 10"  |
| 7    | Romain Bardet (FRA)          | Team DSM–Firmenich PostNL  | + 12' 42"  |
| 8    | Einer Rubio (COL)            | Movistar Team              | + 13' 33"  |
| 9    | Filippo Zana (ITA)           | Team Jayco AlUla           | + 13' 52"  |
| 10   | Jan Hirt (CZE)               | Soudal Quick–Step          | + 14' 44"  |

## Etapa 18
23 de maig de 2024 – Fiera di Primiero fins a Pàdua, 178,0 km.
En la penúltima etapa plana abans de Roma, aquesta fou una etapa pels esprintadors. L'inici de l'etapa es trobà en descens, però l'escapada no es materialitzà fins a l'únic port de l'etapa, quan Mikkel Frølich Honoré (EF Education–EasyPost), Filippo Fiorelli (VF Group–Bardiani CSF–Faizané) i Mirco Maestri i Andrea Pietrobon del Team Polti Kometa, aconseguiren separar-se del gran grup, però al darrere, rarament deixaren més de dos minuts de distància als escapats. Els següents quilòmetres es recorrerien tranquil·lament, a excepció de l'atac d'Edoardo Affini (Team Visma–Lease a Bike), que li permeté unir-se al grup d'escapats. A 10 quilòmetres de la línia d'arribada, el gran grup atrapà als cinc escapats i la victòria d'etapa es decidí amb l'esprint final. Finalment, el belga Tim Merlier (Soudal Quick–Step) fou el més ràpid en l'esprint i s'imposà davant Jonathan Milan (Lidl–Trek), un dels altres favorits per guanyar l'etapa i segon classificat.
| Pos. | Corredor                    | Equip                  | Temps      |
| ---- | --------------------------- | ---------------------- | ---------- |
| 1    | Tim Merlier (BEL)           | Soudal Quick–Step      | 3h 45' 44" |
| 2    | Jonathan Milan (ITA)        | Lidl–Trek              | + 0"       |
| 3    | Kaden Groves (AUS)          | Alpecin–Deceuninck     | + 0"       |
| 4    | Alberto Dainese (ITA)       | Tudor Pro Cycling Team | + 0"       |
| 5    | Stanisław Aniołkowski (POL) | Cofidis                | + 0"       |
| 6    | Fernando Gaviria (COL)      | Movistar Team          | + 0"       |
| 7    | Madis Mihkels (EST)         | Intermarché–Wanty      | + 0"       |
| 8    | Caleb Ewan (AUS)            | Team Jayco AlUla       | + 0"       |
| 9    | Davide Ballerini (ITA)      | Astana Qazaqstan Team  | + 0"       |
| 10   | Juan Sebastián Molano (COL) | UAE Team Emirates      | + 0"       |

| Pos. | Corredor                     | Equip                      | Temps       |
| ---- | ---------------------------- | -------------------------- | ----------- |
| 1    | Tadej Pogačar (SLO)          | UAE Team Emirates          | 67h 17' 02" |
| 2    | Daniel Felipe Martínez (COL) | Bora–Hansgrohe             | + 7' 42"    |
| 3    | Geraint Thomas (GBR)         | Ineos Grenadiers           | + 8' 04"    |
| 4    | Ben O'Connor (AUS)           | Decathlon–AG2R La Mondiale | + 9' 47"    |
| 5    | Antonio Tiberi (ITA)         | Bahrain Victorious         | + 10' 29"   |
| 6    | Thymen Arensman (NED)        | Ineos Grenadiers           | + 11' 10"   |
| 7    | Romain Bardet (FRA)          | Team DSM–Firmenich PostNL  | + 12' 42"   |
| 8    | Einer Rubio (COL)            | Movistar Team              | + 13' 33"   |
| 9    | Filippo Zana (ITA)           | Team Jayco AlUla           | + 13' 52"   |
| 10   | Jan Hirt (CZE)               | Soudal Quick–Step          | + 14' 44"   |

## Etapa 19
24 de maig de 2024 – Mortegliano fins a Sappada, 157,0 km.
En una etapa que començà força plana i a partir dels 100 quilòmetres començà a alçar, amb dos ports de segona categoria i un de tercera, l'escapada fou matinera. Després que es donés l'inici, múltiples atacs tingueren lloc, fins que un es materialitzà en una escapada de 10 ciclistes, entre ells Edoardo Affini (Team Visma–Lease a Bike), Lorenzo Milesi (Movistar Team), Ryan Mullen (Bora–Hansgrohe), Magnus Sheffield (Ineos Grenadiers) i Andrea Vendrame (Decathlon–AG2R La Mondiale). Aquest grup fou atrapat uns quilòmetres més endavant. Finalment, es crearen dos grup escapats que, a mesura que passaren els quilòmetres, s'anaren separant més del gran grup. El moviment decisiu tingué lloc a uns 30 quilòmetres de l'arribada, quan Vendrame obrí un petit espai entre els seus competidors i durant els següents quilòmetres en ascensió pogué augmentar el seu avantatge. Vendrame fou el guanyador de l'etapa i creuà la línia d'arribada gairebé un minut abans que Pelayo Sánchez (Movistar Team) i quasi 16 minuts abans que el gran grup.
| Pos. | Corredor                 | Equip                      | Temps      |
| ---- | ------------------------ | -------------------------- | ---------- |
| 1    | Andrea Vendrame (ITA)    | Decathlon–AG2R La Mondiale | 3h 51' 05" |
| 2    | Pelayo Sánchez (SPA)     | Movistar Team              | + 54"      |
| 3    | Georg Steinhauser (GER)  | EF Education–EasyPost      | + 1' 07"   |
| 4    | Jhonatan Narváez (COL)   | Ineos Grenadiers           | + 2' 27"   |
| 5    | Luke Plapp (AUS)         | Team Jayco AlUla           | + 2' 27"   |
| 6    | Simone Velasco (ITA)     | Astana Qazaqstan Team      | + 2' 30"   |
| 7    | Jan Tratnik (SLO)        | Team Visma–Lease a Bike    | + 2' 30"   |
| 8    | Michael Valgren (DEN)    | EF Education–EasyPost      | + 2' 30"   |
| 9    | Julian Alaphilippe (FRA) | Soudal Quick–Step          | + 2' 32"   |
| 10   | Quinten Hermans (BEL)    | Alpecin–Deceuninck         | + 3' 52"   |

| Pos. | Corredor                     | Equip                      | Temps       |
| ---- | ---------------------------- | -------------------------- | ----------- |
| 1    | Tadej Pogačar (SLO)          | UAE Team Emirates          | 71h 24' 03" |
| 2    | Daniel Felipe Martínez (COL) | Bora–Hansgrohe             | + 7' 42"    |
| 3    | Geraint Thomas (GBR)         | Ineos Grenadiers           | + 8' 04"    |
| 4    | Ben O'Connor (AUS)           | Decathlon–AG2R La Mondiale | + 9' 47"    |
| 5    | Antonio Tiberi (ITA)         | Bahrain Victorious         | + 10' 29"   |
| 6    | Thymen Arensman (NED)        | Ineos Grenadiers           | + 11' 10"   |
| 7    | Romain Bardet (FRA)          | Team DSM–Firmenich PostNL  | + 12' 42"   |
| 8    | Einer Rubio (COL)            | Movistar Team              | + 13' 33"   |
| 9    | Filippo Zana (ITA)           | Team Jayco AlUla           | + 13' 52"   |
| 10   | Jan Hirt (CZE)               | Soudal Quick–Step          | + 14' 44"   |

## Etapa 20
25 de maig de 2024 – Alpago fins a Bassano del Grappa, 184,0 km.
La penúltima etapa del Giro i l'última etapa de muntanya tingué un recorregut generalment pla durant els primers 90 quilòmetres i fou seguit per dues ascensions, de primera categoria, al Mont Grappa. Un altre cop sota la pluja, l'etapa començà i des que la bandera ondejà, els atacs tingueren lloc. El primer que tingué èxit fou el duo italià format per Davide Ballerini (Astana Qazaqstan Team) i Lorenzo Germani (Groupama–FDJ), qui anaren sols durant uns 20 quilòmetres. Més endavant, gràcies a un atac al gran grup, l'escapada augmentà en ciclistes, entre ells Jimmy Janssens (Alpecin–Deceuninck), Giulio Pellizzari (VF Group–Bardiani CSF–Faizané), Pelayo Sánchez (Movistar Team) i Andrea Vendrame (Decathlon–AG2R La Mondiale). En la primera ascensió al Mont Grappa, tant l'escapada com el gran grup reduïren el nombre significativament i, a l'inici de la segona ascensió, al capdavant només quedaren Pellizzari i Sánchez, mentre que al gran grup quedà un grup reduït amb als favorits i amb l'UAE Team Emirates marcant el pas pel seu líder Tadej Pogačar. El jove italià pogué separar-se de Sánchez, qui poc després fou atrapat per gran grup. El grup dels favorits anà quedant reduït a mesura que l'UAE augmentava el pas, fins que a 5,5 quilòmetres de coronar Grappa per segona vegada, l'eslovè atacà i només necessità uns dos quilòmetres per atrapar a Pellizzari. Pogačar arribà sol a la línia d'arribada i guanyà la seva sisena victòria al Giro. El grup del segon classificat, Valentin Paret-Peintre (Decathlon–AG2R La Mondiale), arribà dos minuts més tard que l'eslovè.
| Pos. | Corredor                     | Equip                         | Temps      |
| ---- | ---------------------------- | ----------------------------- | ---------- |
| 1    | Tadej Pogačar (SLO)          | UAE Team Emirates             | 4h 58' 23" |
| 2    | Valentin Paret-Peintre (FRA) | Decathlon–AG2R La Mondiale    | + 2' 07"   |
| 3    | Daniel Felipe Martínez (COL) | Bora–Hansgrohe                | + 2' 07"   |
| 4    | Antonio Tiberi (ITA)         | Bahrain Victorious            | + 2' 07"   |
| 5    | Einer Rubio (COL)            | Movistar Team                 | + 2' 07"   |
| 6    | Giulio Pellizzari (ITA)      | VF Group-Bardiani CSF-Faizané | + 2' 07"   |
| 7    | Geraint Thomas (GBR)         | Ineos Grenadiers              | + 2' 07"   |
| 8    | Ben O'Connor (AUS)           | Decathlon–AG2R La Mondiale    | + 2' 07"   |
| 9    | Michael Storer (AUS)         | Tudor Pro Cycling Team        | + 2' 31"   |
| 10   | Rafał Majka (POL)            | UAE Team Emirates             | + 3' 08"   |

| Pos. | Corredor                     | Equip                      | Temps       |
| ---- | ---------------------------- | -------------------------- | ----------- |
| 1    | Tadej Pogačar (SLO)          | UAE Team Emirates          | 76h 22' 13" |
| 2    | Daniel Felipe Martínez (COL) | Bora–Hansgrohe             | + 9' 56"    |
| 3    | Geraint Thomas (GBR)         | Ineos Grenadiers           | + 10' 24"   |
| 4    | Ben O'Connor (AUS)           | Decathlon–AG2R La Mondiale | + 12' 07"   |
| 5    | Antonio Tiberi (ITA)         | Bahrain Victorious         | + 12' 49"   |
| 6    | Thymen Arensman (NED)        | Ineos Grenadiers           | + 14' 31"   |
| 7    | Einer Rubio (COL)            | Movistar Team              | + 15' 52"   |
| 8    | Jan Hirt (CZE)               | Soudal Quick–Step          | + 18' 05"   |
| 9    | Romain Bardet (FRA)          | Team DSM–Firmenich PostNL  | + 20' 32"   |
| 10   | Michael Storer (AUS)         | Tudor Pro Cycling Team     | + 21' 11"   |

## Etapa 21
26 de maig de 2024 – Roma fins a Roma, 125,0 km.
L'última etapa del Giro començà amb les fotografies habituals dels líders i dels equips i, per tant, els primers quilòmetres foren tranquils. Quan l'UAE Team Emirates, qui anaven vestits de rosa per l'ocasió, es posaren al capdavant, el ritme de l'etapa es posà exigent, però fou Geraint Thomas (Ineos Grenadiers) l'encarregat de demanar una velocitat més relaxada per aquesta última etapa. Després d'entrar al circuit, als 71 quilòmetres de l'arribada hi hagué el primer atac i permeté a Alex Baudin (Decathlon–AG2R La Mondiale) Ewen Costiou (Arkéa–B&B Hotels), Mikkel Frølich Honoré (EF Education–EasyPost) i Martin Marcellusi (VF Group–Bardiani CSF–Faizané) crear una escapada, que mai tingué més d'un minut d'avantatge respecte el gran grup. Ja entrats a l'última volta, ara tot el grup sencer, Jonathan Milan (Lidl–Trek) hagué de canviar la bicicleta quan només quedaren 9 quilòmetres per recórrer. Amb l'ajuda dels seus companys, tornà a entrar al grup, però l'esprint final el guanyà el belga Tim Merlier (Soudal Quick–Step) amb Milan segon i Kaden Groves (Alpecin–Deceuninck) tercer. Amb aquesta victòria, el belga s'emportà la seva tercera victòra al Giro, igualant a Milan.
| Pos. | Corredor                    | Equip                   | Temps      |
| ---- | --------------------------- | ----------------------- | ---------- |
| 1    | Tim Merlier (BEL)           | Soudal Quick–Step       | 2h 51' 50" |
| 2    | Jonathan Milan (ITA)        | Lidl–Trek               | + 0"       |
| 3    | Kaden Groves (AUS)          | Alpecin–Deceuninck      | + 0"       |
| 4    | Fernando Gaviria (COL)      | Movistar Team           | + 0"       |
| 5    | Tim van Dijke (NED)         | Team Visma–Lease a Bike | + 0"       |
| 6    | Stanisław Aniołkowski (POL) | Cofidis                 | + 0"       |
| 7    | Alberto Dainese (ITA)       | Tudor Pro Cycling       | + 0"       |
| 8    | Giovanni Lonardi (ITA)      | Team Polti Kometa       | + 0"       |
| 9    | Caleb Ewan (AUS)            | Team Jayco AlUla        | + 0"       |
| 10   | Donavan Grondin (FRA)       | Arkéa–B&B Hotels        | + 0"       |

| Pos. | Corredor                     | Equip                      | Temps       |
| ---- | ---------------------------- | -------------------------- | ----------- |
| 1    | Tadej Pogačar (SLO)          | UAE Team Emirates          | 79h 14' 03" |
| 2    | Daniel Felipe Martínez (COL) | Bora–Hansgrohe             | + 9' 56"    |
| 3    | Geraint Thomas (GBR)         | Ineos Grenadiers           | + 10' 24"   |
| 4    | Ben O'Connor (AUS)           | Decathlon–AG2R La Mondiale | + 12' 07"   |
| 5    | Antonio Tiberi (ITA)         | Bahrain Victorious         | + 12' 49"   |
| 6    | Thymen Arensman (NED)        | Ineos Grenadiers           | + 14' 31"   |
| 7    | Einer Rubio (COL)            | Movistar Team              | + 15' 52"   |
| 8    | Jan Hirt (CZE)               | Soudal Quick–Step          | + 18' 05"   |
| 9    | Romain Bardet (FRA)          | Team DSM–Firmenich PostNL  | + 20' 32"   |
| 10   | Michael Storer (AUS)         | Tudor Pro Cycling Team     | + 21' 11"   |